# Thundercross (videogioco)
Thundercross (scritto Thunder Cross solo in una schermata introduttiva) è un videogioco sparatutto a scorrimento spaziale pubblicato nel 1988 per Commodore 64 dall'editrice britannica CRL Group, caratterizzato dall'utilizzo di un'astronave piuttosto grande. 
Fuori dall'Europa uscì lo stesso anno come parte della raccolta Alien Destruction Set, insieme ad altri tre sparatutto spaziali della CRL, distribuita in America dalla Scorpion e in Australia dalla Pactronics.
Thundercross fu seguito da Trigger Happy, pubblicato da CRL sempre nel 1988 e simile nel funzionamento. 

## Modalità di gioco
Il giocatore pilota la grossa corazzata galattica Thundercross, all'incirca a forma di croce (da cui il nome, traducibile "croce di tuono") e munita di cannoni su tutti i lati.
La visuale è dall'alto con scorrimento orizzontale costante verso destra. Si alternano due tipi di scenari: si inizia nello spazio aperto, con uno sfondo stellato con effetto parallasse, poi si sorvola la superficie di un'enorme struttura aliena, lo Space Hoover ("aspirapolvere spaziale" che secondo la trama sta attirando la Thundercross).
La Thundercross può spostarsi in tutte le otto direzioni e sparare a ripetizione con un totale di otto cannoni, puntati in tutte le direzioni orizzontali, verticali e diagonali. Non è possibile però spostarsi e sparare allo stesso tempo.
Molti cannoni sparano simultaneamente e il giocatore stabilisce la direzione di fuoco primaria. Normalmente si spara in contemporanea in tutti i versi orizzontali e verticali e nei due versi di una diagonale, per un totale di sei direzioni, e il giocatore può solo variare la diagonale. Quando però gli attacchi nemici riducono lo scudo protettivo dell'astronave, il numero di cannoni che sparano contemporaneamente si riduce sempre più, fino anche a solo uno.
Nello spazio aperto arrivano da ogni lato velivoli nemici di vari tipi, più piccoli della Thundercross. Possono schiantarsi contro di essa e talvolta anche sparare.
Sulla superficie dello Space Hoover non ci sono velivoli, ma spuntano molte grosse strutture sopraelevate che devono essere evitate oppure distrutte. Alcune sono anche in grado di sparare.
Arrivati in fondo allo Space Hoover si incontrano gli ostacoli finali, non aggirabili e molto resistenti, per cui è necessario rifugiarsi all'estrema sinistra dello schermo e sparare all'impazzata per riuscire ad abbatterli senza schiantarsi; se si riesce, l'intero Space Hoover si distrugge e si ricomincia un nuovo livello nello spazio, un po' più difficile.
Si ha una sola vita e un indicatore a barra dello scudo, che permette di sopportare più colpi o scontri con le astronavi nemiche, mentre scontrarsi con le strutture sporgenti causa la distruzione immediata. Lo scudo si ricarica lentamente col passare del tempo, ripristinando gradualmente anche la capacità di usare più cannoni in simultanea.

## Accoglienza
Alcune delle recensioni che Thundercross ricevette a suo tempo furono estremamente negative e considerarono decente solo la musica introduttiva. Altre invece lo giudicarono intorno alla sufficienza. La rivista Commodore Format nel 1991 lo ricordava in un elenco di titoli memorabili per Commodore 64, ma per il fatto di essere pessimo.